# Clisura
Clisura (em grego: κλεισούρα; romaniz.: Kleisoura, "gabinete, desfiladeiro"; plural kleisourai) era um termo usado no Império Bizantino para designar uma passagem de montanha fortificada e o distrito militar que a guarnecia. No final do século VII passou a designar distritos fronteiriços mais extensos, principalmente na fronteira oriental do Império com os Califados Omíada e Abássida, ao longo da linha das montanhas do Tauro e Antitauro. A ocidente, só Estrimão foi inicialmente chamado clisura.
Um clisura ou clisurarquia (kleisourarchia) era um comando autónomo, menor que um tema, comandado por um clisurarca (em grego: κλεισουράρχης; romaniz.: kleisourarches). A maioria dos clisuras acabaram por ser promovidos aos temas e o termo caiu em desuso a partir do século X. No final da era bizantina, o termo drungo tinha um significado similar. O equivalente dos clisuras nos territórios muçulmanos da Cilícia e da Mesopotâmia eram os al-'Awasim.